# Campeonato Mundial de Atletismo em Pista Coberta de 2022 - Revezamento 4x400 m feminino
A prova dos 4 x 400 metros estafetas feminino do Campeonato Mundial de Atletismo em Pista Coberta de 2022 ocorreu no dia  20 de março na Belgrade Arena, em Belgrado, na Sérvia.

## Recordes
Antes desta competição, os recordes mundiais e do campeonato nesta prova eram os seguintes:
|                       | Nacionalidade  | Tempo     | Local      | Data                  |
| --------------------- | -------------- | --------- | ---------- | --------------------- |
| Recorde mundial       | Rússia         | 3m 23s 37 | Glasgow    | 28 de janeiro de 2006 |
| Recorde do campeonato | Estados Unidos | 3m 23s 85 | Birmingham | 4 de março de 2018    |

## Medalhistas
| Ouro | Prata                                                                                          | Bronze |
| Jamaica · Junelle Bromfield · Janieve Russell · Roneisha McGregor · Stephenie Ann McPherson · Tiffany James* | Países Baixos · Lieke Klaver · Eveline Saalberg · Lisanne de Witte · Femke Bol · Andrea Bouma* | Polónia · Natalia Kaczmarek · Iga Baumgart-Witan · Kinga Gacka · Justyna Święty-Ersetic · Aleksandra Gaworska* |

* Competiram apenas nas eliminatórias

## Cronograma
Todos os horários são locais (UTC+1).
| Data        | Hora  | Evento  |
| ----------- | ----- | ------- |
| 20 de março | 11:45 | Bateria |
| 20 de março | 19:55 | Final   |

## Resultados

### Bateria
Qualificação: 2 atletas de cada bateria (Q) mais os 2 melhores qualificados (q).
| Posição | Bateria | Raia | Nacionalidade  | Atletas                                                                            | Tempo   | Notas                |
| ------- | ------- | ---- | -------------- | ---------------------------------------------------------------------------------- | ------- | -------------------- |
| 1       | 1       | 6    | Estados Unidos | Jessica Beard, Brittany Aveni, Natashia Jackson, Lynna Irby                        | 3:28.82 | Q,                   |
| 2       | 1       | 5    | Países Baixos  | Lieke Klaver, Eveline Saalberg, Andrea Bouma, Lisanne de Witte                     | 3:29.36 | Q,                   |
| 3       | 2       | 6    | Polónia        | Iga Baumgart-Witan, Aleksandra Gaworska, Natalia Kaczmarek, Justyna Święty-Ersetic | 3:30.51 | Q,                   |
| 4       | 1       | 3    | Bélgica        | Hanne Claes, Naomi Van Den Broeck, Imke Vervaet, Camille Laus                      | 3:30.58 | q,                   |
| 5       | 1       | 4    | Grã-Bretanha   | Hannah Williams, Ama Pipi, Yemi Mary John, Jessie Knight                           | 3:30.69 | q,                   |
| 6       | 2       | 5    | Jamaica        | Roneisha McGregor, Janieve Russell, Tiffany James, Junelle Bromfield               | 3:30.91 | Q,                   |
| 7       | 2       | 3    | Irlanda        | Sophie Becker, Roisin Harrison, Sharlene Mawdsley, Phil Healy                      | 3:30.97 | Recorde nacional     |
| 8       | 2       | 4    | Canadá         | Lauren Gale, Kyra Constantine, Natassha McDonald, Sage Watson                      | 3:31.45 | Recorde nacional     |
| 9       | 1       | 2    | Espanha        | Sara Gallego, Geena Stephens, Carmen Avilés, Laura Bueno                           | 3:34.92 | Recorde da temporada |
| 10      | 2       | 2    | Eslovênia      | Agata Zupin, Jerneja Smonkar, Veronika Sadek, Anita Horvat                         | 3:37.08 | Recorde nacional     |

### Final
A final ocorreu dia 20 de março às 19:55.
| Posição           | Raia | Nacionalidade  | Atletas                                                                        | Tempo   | Notas                |
| ----------------- | ---- | -------------- | ------------------------------------------------------------------------------ | ------- | -------------------- |
| Medalha de ouro   | 3    | Jamaica        | Junelle Bromfield, Janieve Russell, Roneisha McGregor, Stephenie Ann McPherson | 3:28.40 | Recorde da temporada |
| Medalha de prata  | 4    | Países Baixos  | Lieke Klaver, Eveline Saalberg, Lisanne de Witte, Femke Bol                    | 3:28.57 | Recorde da temporada |
| Medalha de bronze | 5    | Polónia        | Natalia Kaczmarek, Iga Baumgart-Witan, Kinga Gacka, Justyna Święty-Ersetic     | 3:28.59 | Recorde da temporada |
| 4                 | 6    | Estados Unidos | Na'Asha Robinson, Jessica Beard, Brittany Aveni, Lynna Irby                    | 3:28.63 | Recorde da temporada |
| 5                 | 1    | Grã-Bretanha   | Hannah Williams, Ama Pipi, Yemi Mary John, Jessie Knight                       | 3:29.82 | Recorde da temporada |
| 6                 | 2    | Bélgica        | Hanne Claes, Naomi Van Den Broeck, Imke Vervaet, Camille Laus                  | 3:33.61 |                      |

Legenda
| Recorde mundial       | Recorde mundial (World record)               |                       | Recorde africano                      | Recorde africano (African) |                                           | Q | Classificado por posição (Qualified) |
| Recorde do campeonato | Recorde do campeonato (Championship record)  | Recorde da América    | Recorde da América (Americas)         | q                          | Classificado por melhor tempo (Qualified) |   |                                      |
| Melhor marca do ano   | Melhor marca do ano (World leading)          | Recorde asiático      | Recorde asiático (Asian)              | DNS                        | Não largou (Did not start)                |   |                                      |
| Recorde nacional      | Recorde nacional (National record)           | Recorde europeu       | Recorde europeu (European)            | DNF                        | Não terminou (Did not finish)             |   |                                      |
| Recorde pessoal       | Recorde pessoal do atleta (Personal best)    | Recorde da Oceania    | Recorde da Oceania (Oceania)          | DSQ / DQ                   | Desclassificado (Disqualified)            |   |                                      |
| Recorde da temporada  | Recorde da temporada do atleta (Season best) | Recorde sul-americano | Recorde sul-americano (South America) | NM                         | Sem marca (No mark)                       |   |                                      |